# اسکونیسکوس
اسکونیسکوس (نام علمی: Asconiscus) سرده‌ای از خانواده اسکونیشیدائه از راسته جورپایان دریایی است. این جنس شامل یک گونه منفرد به نام Asconiscus simplex است. شرح اصلی این گونه در سال ۱۸۹۹ و توسط جورج اوسیان سارس (به انگلیسی: Georg Ossian Sars) صورت پذیرفت. این گونه یک سخت‌پوست انگلی است و میزبان آن گونه Boreomysis arctica است.